# 하라구치 유지로
하라구치 유지로(일본어: 原口 祐次郎, 1992년 9월 30일 ~ )는 일본의 축구 선수이다.

## 구단 경력
과거 후지에다 MYFC에서 활동하였다.